# Canal Parlamento
Canal Parlamento es un canal de televisión español, de carácter público y producido desde el Congreso de los Diputados. Consta de una programación basada en la retransmisión de sesiones de Pleno y Comisión, así como de programas divulgativos de producción propia. Emite a través de algunas plataformas de cable y satélite, además de por Internet.
El canal nació por iniciativa del Congreso de los Diputados en el año 2000 para dar a conocer la actividad parlamentaria a los ciudadanos. Su primera emisión fue la sesión constitutiva de la VII Legislatura, el 5 de abril.

## Retransmisiones oficiales
El canal se encarga en exclusiva de la producción y de las retransmisiones del Pleno y de las Comisiones de la Cámara. Estas imágenes son las que posteriormente se difunden a las cadenas de televisión nacionales o extranjeras y a los medios de comunicación en general.
En la actualidad, hasta que el Gobierno  complete los trámites de autorización de su difusión en abierto a través de la TDT, su programación más significativa es emitida en directo por el Canal 24 Horas y, muy excepcionalmente, por La 1.